# 330 г. пр.н.е.
330 (триста и тридесета) година преди новата ера (пр.н.е.) е година от доюлианския (Помпилийски) римски календар.

## Събития

### В Македонската империя
- Александър Велики побеждава по-малочислените сили на Ариобарзан, което му позволява да завладее персийската столица Персеполис, която е плячкосана, а царския дворец на Дарий I и Ксеркс I e опожарен.[1]
- Дарий III е убит по нареждане на Бес, който се самопровъзгласява за нов цар под името Артаксеркс V в Бактрия.[2]
- Александър нахлува в Хиркания, за да се справи с остатъците от армията на Дарий, но не среща съпротива, а местните сатрапи се предават на милостта му. По пътя си царя се помирява и с гръцките наемници в персийската армия, които са присъединени към македонската войска. След това Александър се насочва към Арея, където приема капитулацията на сатрапа Сатибарзан и го оставя като управител на провинцията.[2]
- Александър решава да нахлуе в Бактрия от запад, но когато царя напуска Арея Сатибарзан въстава и нарежда малкия македонски гарнизон да бъде избит. Това принуждава Александър да се върне назад, за да смаже бунтовниците. Това той постига бързо, но Сатибарзан успява да избяга при Бес. Александър поставя друг персиец, с име Аршак, за сатрап на провинцията и се насочва на юг, където завладява Дрангиана с нейната столица Фрада[3]
- Във Фрада е разкрита конспирация срещу Александър, в която е въвлечен и Филота, който е обвинен в бездействие след като е узнал за подготвяното убийство на царя. На Филота е устроен съд като присъдата е издадена от присъстващите войници пред Александър. След края на процеса военачалника е измъчван в опит той да уличи и баща си в съучастничество, след което екзекутиран. Измъкнатата при тези обстоятелства информация, макар и далеч от достатъчна за истинско обвинение, е използвана срещу Парменион и той е убит в Екбатана след получаване на тайни инструкции от Александър.[4]

#### В Гърция
- Атина отказва да се присъедини към каузата на Спарта.[5]
- След като постига споразумение с тракийските бунтовници, Антипатър се придвижва на юг с 40 000 войници. При Мегалополис той разбива след ожесточен бой по-малката армия на спартанския цар Агис III, който е ранен и умира. Това слага край на кампанията срещу разбунтувалите се гърци. Тяхната съдба е оставена да бъде решена от синедриона на Коринтския съюз, който налага наказание парично обезщетение на Елида и ахейците. Спарта, която не е член на съюза, е принудена да изпрати делегация, която да пледира пред Александър като междувременно дава петдесет спартанци за заложници.[5]

### В Римската република
- Консули са Луций Папирий Крас (за II път) и Луций Плавций Венон.
- Римляните водят война с град Привернум и съюзниците му.[6]

## Починали
- Дарий III, последният персийски владетел от рода на Ахеменидите (роден 380 г. пр.н.е.)
- Агис III, цар на Спарта
- Парменион, македонски пълководец на служба при Филип II Македонски и Александър Велики (роден 400 г. пр.н.е.)
- Филота, военачалник на Александър